# Heliothinae
Heliothinae là một phân họ nhỏ gồm khoảng 400 loài bướm đêm đã được miêu tả thuộc họ Noctuidae. Chúng phân bố ở vùng cận nhiệt đới bán khô.
Phân họ này gồm các loài gây hại cho nông nghiệp.

## Hình ảnh

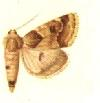
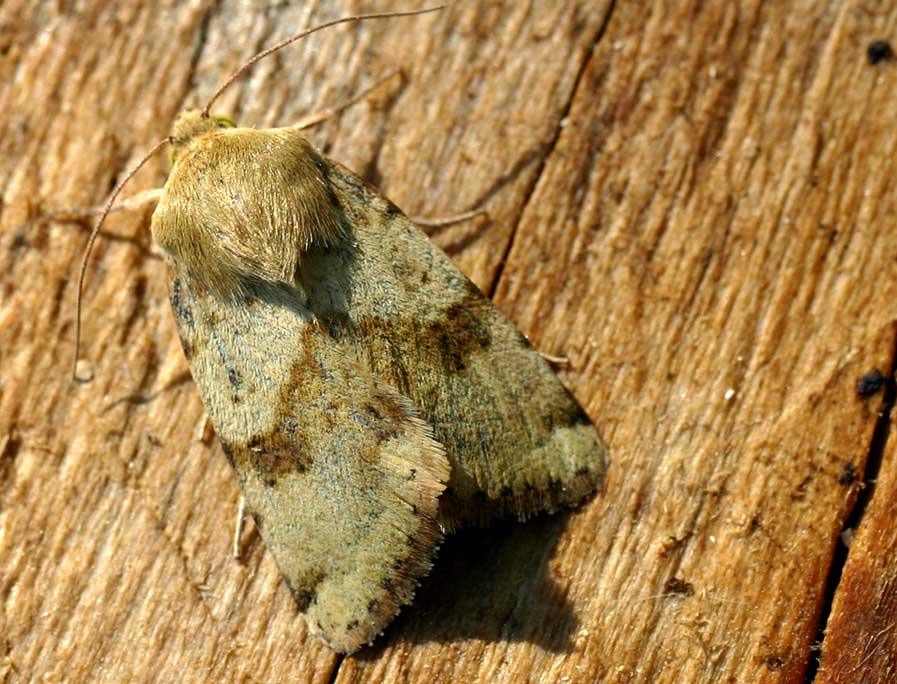

## Các chi
- Adisura Moore, 1881
- Aedophron Lederer, 1857
- Australothis  Matthews, 1991
- Baptarma  Smith, 1904
- Chazaria  Moore, 1881
- Derrima  Walker, 1858
- Eutricopis  Morrison, 1875
- Hebdomochondra  Staudinger, 1879
- Helicoverpa  Hardwick, 1965
- Heliocheilus  Grote, 1865
- Heliolonche  Grote, 1873
- Heliothis  Ochsenheimer, 1816
- Heliothodes  Hampson, 1910
- Melaporphyria  Grote, 1874
- Micriantha Hampson, 1908
- Microhelia  Hampson, 1910
- Periphanes  Hübner, 1821
- Protadisura Matthews, 1991
- Psectrotarsia Dognin, 1907
- Pyrocleptria  Hampson, 1903
- Pyrrhia  Hübner, 1821
- Rhodoecia  Hampson, 1910
- Schinia  Hübner, 1818
- Stenoecia  Warren, 1911
- Timora Walker, 1856

## Các chi trước đây
- Erythroecia  Hampson, 1910
- Masalia Moore, 1881
- Thyreion  Smith, 1891